# Gerersdorf
Gerersdorf település Ausztriában, Alsó-Ausztria tartományban, a Sankt Pölten-Land járásban. Tengerszint feletti magassága 289 méter, területe 13,67 km². Lakosainak száma 974 fő (2018. január 1.). Gerersdorf Neidling településekkel határos.